# 佛朗哥·科雷利
法蘭克·柯雷里（義大利語：Franco Corelli，1921年4月8日—2003年10月29日），義大利著名男高音歌唱家。他活躍於1950年代至1976年間的歌劇界。除了強而有力的聲音，柯雷里還具有生動的舞台表演和富吸引力的樣貌，風靡當年的歌劇舞台。